# تريزا (نيزك)

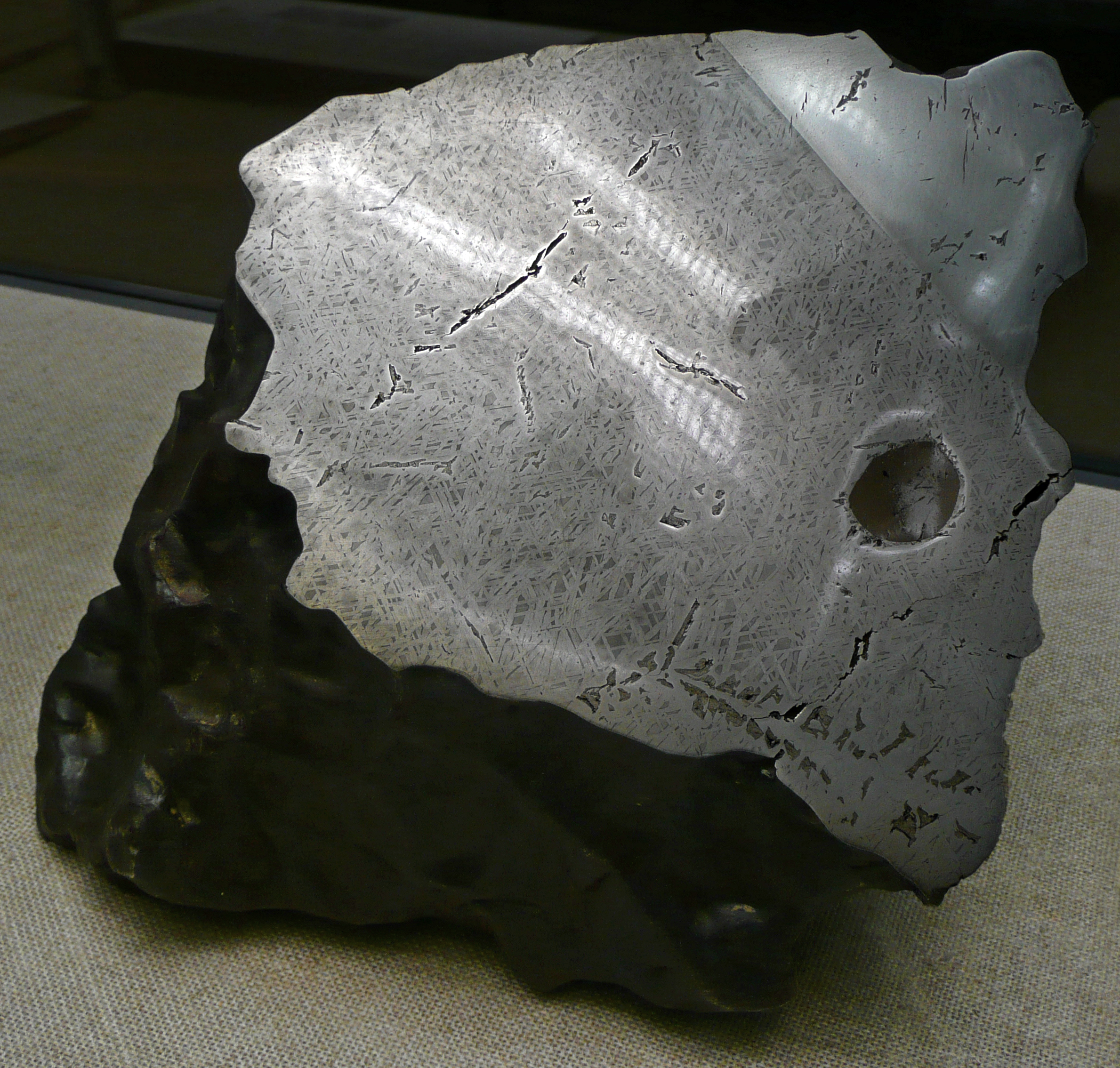
النيزك تريزا

النيزك تريزا Trysa ويعرف أيضًا بنيزك رومرزهاوسن، هو جسم فلكي وجد في غابة بالقرب من منطقة رومرزهاوسن في شولمستادت شمال هسن بألمانيا. كان هذا الحجر النيزكي حدثًا هامًا في التاريخ الفلكي الألماني باعتباره واحدًا من اصطدامات النيازك المؤكدة في التاريخ الحديث. يصنف هذا النيزك كيميائيًا من النوع الأوكتاهيدريت المتوسط من الصنف الكيميائي IIIB، وله هيئة فيدمانشتاتن.

## العثور عليه

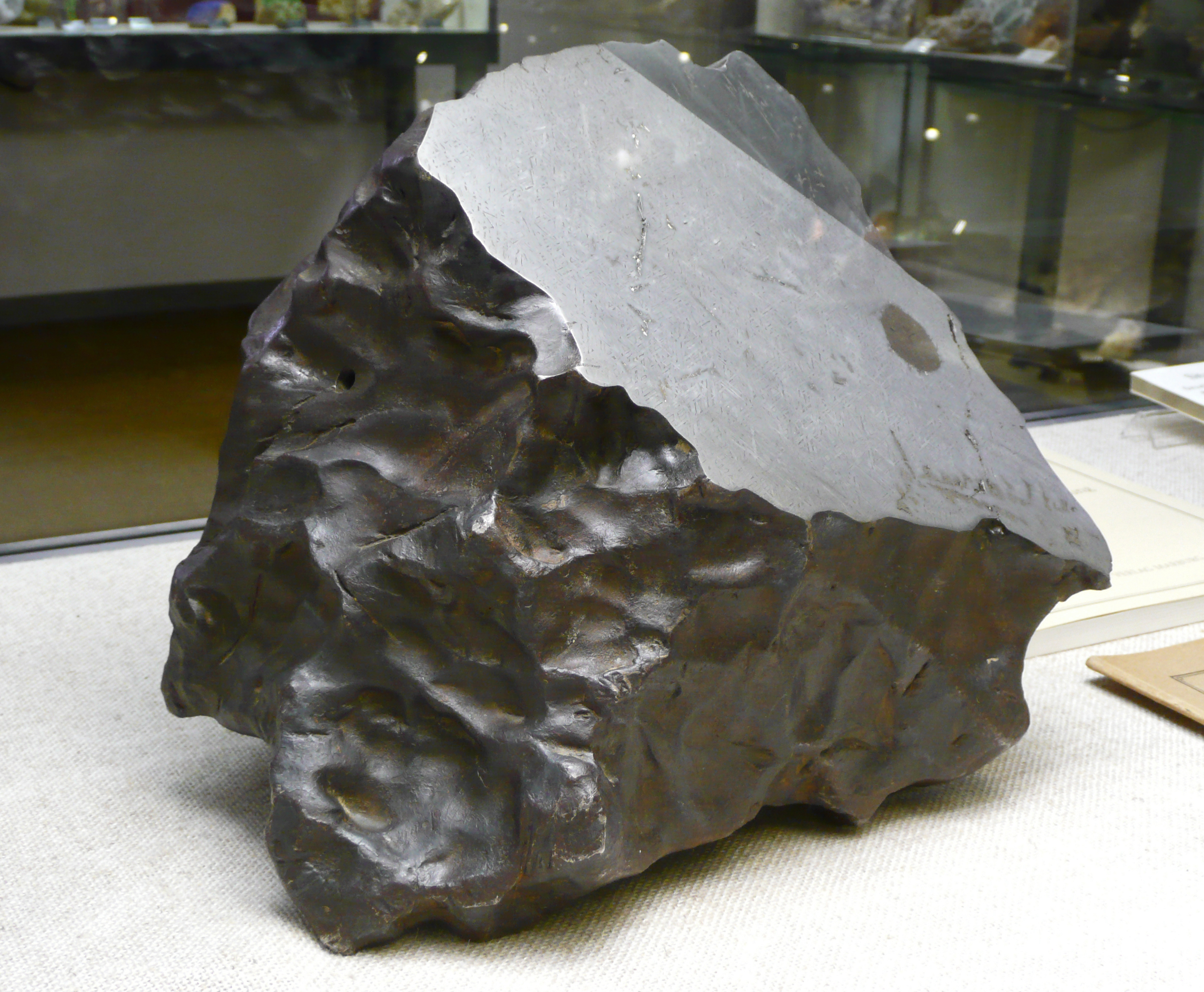
نيزك تريزا (الجزء الأساسي)

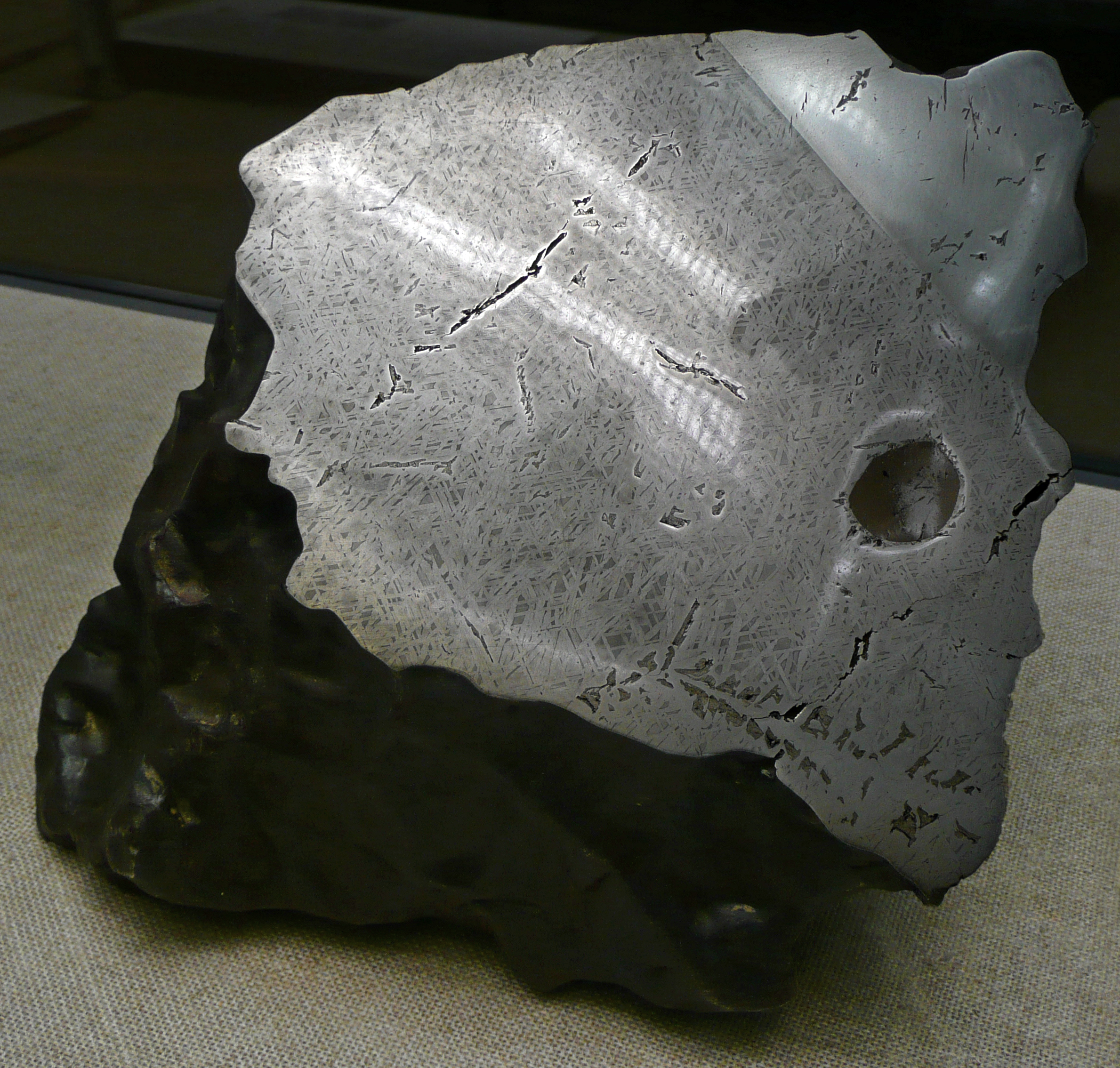
سطح مجلخ يبدي أشكال فايدمان شتين.

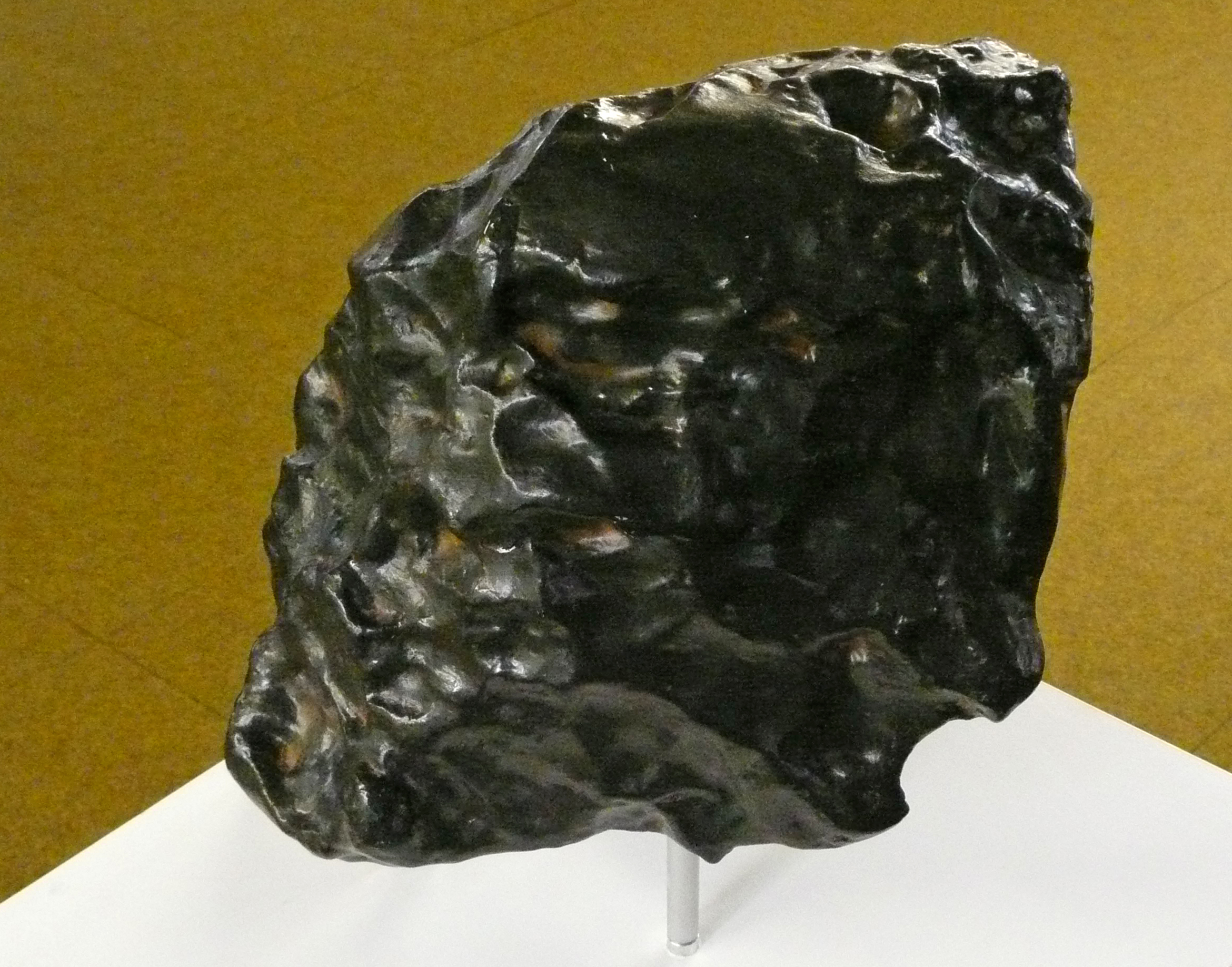
نموذج صب للنيزك في شكله الأصلي

صرح بعض المشاهدين في يوم 3 أبريل 1916 أنه في تمام الساعة 15:30 حدث رعد شديد تتبعه سحابة دخان. وكان ذلك بسبب سقوط نيزك من السماء في غابة بالقرب من مدينة رومرزهاوزن في ألمانيا. ونظرا لأهمية هذا الكشف من الوجهة العلمية فقد أعطيت مكافأة قدرها 300 مارك إلى من يعثر عليه.
وقام "ألفريد فيغنر" بحساب مسار سقوط النيزك على أساس ما وصفه المشاهدون لمعرفة موقع سقوطه. ونظرا لأهمية هذا النيزك من الوجهة العلمية فقد تخصصت مكافأة مالية قدرها 300 مارك لمن يعثر عليه. وبالفعل فقد عثر على النيزك بعد ستة أشهر من سقوطه في مكان قريب من الموقع المحسوب: فقد عثر عليه المشرف على الغابة "هوبمان: في يوم 5 مارس 1917 في غابة بالقرب من زومرزهاوزن في فوهة حفرة عمقها 5و1 متر؛ وهو يزن 28و63 كيلوجرام ويبلغ عرضه نحو 36 سنتيمتر، نيزك حديدي. يبدو انه كان مكونا من جزء واحد ولم يضيع منه شيء. وتقرر أخذ 23 لوحة صغيرة من النيزك وجلخها بغرض دراستها؛ وأرسلت العينات إلى مختلف معاهد التعدين لفحصه.
يعرض هذا النيزك في متحف التعدين التابع لجامعة فيليبس بماربورغ في ألمانيا. كما صنع له نموذجاً وضع في متحف شوالم بمدينة «: تسيغنهاين»Ziegenhain.
كما علـّم طريق الوصول إلى مسقط النيزك على الطريق Ringstraße في غابة رومرزهاوزن، ويمكن للسائحين تفقدها.

## كتب
- 750 Jahre Rommershausen, Dorfchronik.
- ألفريد فيغنر: Das detonierende Meteor vom 3. April 1916, 3 1/2 Uhr nachmittags in Kurhessen von Alfred Wegener [1917]. Auffindung, Beschreibung und vorläufige physikalische Untersuchung des Meteoriten von Treysa von Franz Richarz [1918]. Marburg 2001 [Vorwort: Kay Schürmann]. ISBN 3-7708-1160-7

## اقرأ أيضاً
- نيزك تشيليابنسك
- 3122 فلورنس
- 2062 آتن
- حجر رأس يورك النيزكي